# العلاقات التوفالية السنغافورية
العلاقات التوفالية السنغافورية هي العلاقات الثنائية التي تجمع بين توفالو وسنغافورة.

## مقارنة بين البلدين
هذه مقارنة عامة ومرجعية للدولتين:
| وجه المقارنة                                              | توفالو                         | سنغافورة                                                             |
| --------------------------------------------------------- | ------------------------------ | -------------------------------------------------------------------- |
| المساحة (كم2)                                             | 26                             | 719                                                                  |
| عدد السكان (نسمة)                                         | 11.19 ألف                      | 5.89 مليون                                                           |
| الكثافة السكانية (ن./كم²)                                 | 43.04 ألف                      | 819.19 ألف                                                           |
| العاصمة                                                   | فونافوتي                       | سنغافورة                                                             |
| اللغة الرسمية                                             | اللغة التوفالوية، لغة إنجليزية | لغة إنجليزية، اللغة الملايو، اللغة الصينية القياسية، اللغة التاميلية |
| العملة                                                    | دولار توفالو                   | دولار سنغافوري                                                       |
| الناتج المحلي الإجمالي (بليون دولار)                      | 39.73 مليون                    | 323.91 مليار                                                         |
| الناتج المحلي الإجمالي (تعادل القوة الشرائية) بليون دولار | 38.93 مليون                    | 472.59 مليار                                                         |
| الناتج المحلي الإجمالي الاسمي للفرد دولار أمريكي          | 3.29 ألف                       | 52.89 ألف                                                            |
| الناتج المحلي الإجمالي للفرد دولار أمريكي                 | 3.77 ألف                       | 82.76 ألف                                                            |
| مؤشر التنمية البشرية                                      |                                | 0.925                                                                |
| رمز المكالمات الدولي                                      | +688                           | +65                                                                  |
| رمز الإنترنت                                              | .tv                            | .sg                                                                  |
| المنطقة الزمنية                                           | ت ع م+12:00                    | ت ع م+08:00، توقيت سنغافورة المنسق ‏                                  |

## منظمات دولية مشتركة
يشترك البلدان في عضوية مجموعة من المنظمات الدولية، منها:
| علم المنظمة | اسم المنظمة                   | تاريخ انضمام توفالو | تاريخ انضمام سنغافورة |
| ----------- | ----------------------------- | ------------------- | --------------------- |
|             | بنك التنمية الآسيوي           | 1993                | 1966                  |
|             | مؤسسة التنمية الدولية         | 24 يونيو 2010       | 27 سبتمبر 2002        |
|             | يونسكو                        | 21 أكتوبر 1991      | 8 أكتوبر 2007         |
|             | الأمم المتحدة                 | 5 سبتمبر 2000       | 21 سبتمبر 1965        |
|             | دول الكومنولث                 | ?                   | ?                     |
|             | الاتحاد البريدي العالمي       | ?                   | ?                     |
|             | البنك الدولي للإنشاء والتعمير | 24 يونيو 2010       | 3 أغسطس 1966          |
|             | الاتحاد الدولي للاتصالات      | 15 أغسطس 1996       | 22 أكتوبر 1965        |
|             | منظمة حظر الأسلحة الكيميائية  | ?                   | ?                     |
|             | تحالف الدول الجزرية الصغيرة   | ?                   | ?                     |

## وصلات خارجية
- موقع وزارة الخارجية السنغافورية